# Mortal Kombat (videojuego de 2011)
Mortal Kombat es un videojuego de lucha, con un plano bidimensional y gráficos tridimensionales. Es la novena entrega de la serie de Mortal Kombat, fue desarrollado por NetherRealm Studios (antes conocida como Midway Games) y publicado exclusivamente bajo la licencia de Warner Bros. Interactive Entertainment en el año 2011. El juego fue publicado para PlayStation 3 y Xbox 360 el 19 de abril en América del Norte y el 21 de abril en Europa. En mayo de 2012 se publicó para PlayStation Vita con un nuevo escenario y dos minijuegos extras. Una versión expandida, llamada Mortal Kombat Komplete Edition donde vienen incluidos todos los DLC que han salido hasta la fecha, se lanzó para Xbox 360 y PlayStation 3 el 28 de febrero de 2012 y para Microsoft Windows el 3 de julio de 2013.
Aunque comienza durante los eventos de Mortal Kombat: Armageddon, la trama es una continuidad retroactiva al período más temprano en la serie Mortal Kombat: los eventos de los primeros tres juegos (Mortal Kombat, Mortal Kombat II y Mortal Kombat 3, así como las dos actualizaciones del tercer juego Ultimate Mortal Kombat 3 y Mortal Kombat Trilogy). La historia involucra al protector divino de la Tierra, Raiden, intentando cambiar las consecuencias de los eventos de Armageddon contactando a su yo del pasado mientras intenta evitar que se repitan los eventos que condujeron a la conquista de Shao Kahn al reino de la Tierra. Si bien tiene personajes y niveles renderizados en tres dimensiones, la jugabilidad se distancia del estilo de gráficos 3D visto en los últimos cinco juegos, teniendo un parecido más cercano al de la era 2D de la serie, usando una cámara perpendicular al campo de juego bidimensional. Coloquialmente esto se llama 2.5D.
Tras su lanzamiento, Mortal Kombat recibió críticas muy positivas y ganó varios premios al juego de lucha del año. También fue un éxito comercial, vendiendo más de dos millones de copias sólo en su primer mes. Debido a su contenido muy violento, el juego fue prohibido en Australia, debido a la falta de una clasificación adecuada, así como en Corea del Sur, y, según informes, ha sido indexado en Alemania. La prohibición australiana fue levantada en febrero de 2013 posteriormente gracias a la introducción de una clasificación R18, y el juego se lanzó junto con muchos otros juegos con clasificación R en mayo de 2013. Una secuela, Mortal Kombat X, se lanzó en abril de 2015, y otra secuela directa, Mortal Kombat 11, se lanzó en abril de 2019.

## Argumento
El juego comienza justo durante los sucesos finales de Mortal Kombat: Armageddon. Durante el enfrentamiento final entre las fuerzas del bien y del mal en la pirámide de Argus, casi todos los guerreros de ambos bandos perecen, permaneciendo en pie únicamente el emperador Shao Kahn y Raiden, el Dios del Trueno. Shao Kahn quien aumentó en gran medida su poder tras haber absorbido el alma de Blaze, derrota a Raiden y desata el Armagedón al unir el Reino de la Tierra con el Mundo Exterior. Antes de ser asesinado por manos del emperador, Raiden envía un mensaje a su yo del pasado, «él debe ganar», lo que Raiden interpreta que Liu Kang debe vencer a Shao Kahn para cambiar el futuro.
El Raiden de la Nueva Línea Temporal capta el mensaje de su yo del futuro cuando su amuleto de los Dioses comienza a resquebrajarse. En esos momentos, da inicio, auspiciado por Shang Tsung, el torneo de Mortal Kombat que dirimirá si el Reino de la Tierra sucumbe ante la tiranía de Shao Kahn y el Mundo Exterior.
- Capítulo 1 (Johnny Cage): Johnny Cage es el primer guerrero de la Tierra que combate en el torneo. Cage derrota a Reptile y a Baraka, los dos primeros combatientes del Mundo Exterior. Raiden y Liu Kang se acercan a Johnny para prevenirle de lo que acontece en el torneo, aunque este se mantiene escéptico. Se produce un interludio en el torneo, momento que aprovecha Cage para ir detrás de Sonya Blade, otra de las guerreros de la Tierra, quien combate para tratar de liberar a su compañero Jax Briggs, quien ha sido capturado por Shang Tsung. Tras ayudar a Sonya a librarse de Kano, el mercenario líder del Dragón Negro a las órdenes del Mundo Exterior, ambos se despiden de manera cordial.

- Capítulo 2 (Sonya Blade): Sonya llega hasta las mazmorras de Shang Tsung, donde encuentra a Jax. El hechicero la confronta enviando a Sub-Zero a combatir, logrando Sonya derrotarlo. Con la ayuda de Raiden, Sonya libera a Jax, perseguida por la princesa Kitana para evitar que escape de la isla; aunque logra vencerla, el helicóptero que acudía en su rescate es derribado. Raiden, Liu Kang y Cage llegan con ellos. Raiden cura las heridas de Jax y les revela la verdad sobre lo que ocurre en el torneo Mortal Kombat y sobre el destino que ha observado en sus visiones.

- Capítulo 3 (Scorpion): El torneo se reanuda. El nuevo combatiente del Mundo Exterior es Scorpion, quien busca venganza contra Sub-Zero por haber acabado con su clan. Kung Lao, un monje shaolin compañero de Liu Kang, se lanza al combate, siendo derrotado por el ninja de los Shirai-Ryu. Nightwolf es el siguiente de los guerreros de la Tierra, derrotado igualmente por Scorpion. Este demanda a Sub-Zero, pero Shang Tsung afirma que se enfrentará a él en el «momento adecuado». Raiden se aproxima a él para convencerle de lo erróneo de su actitud, más el ninja no está dispuesto a renunciar a su venganza. Cyrax y Sektor confrontan a Scorpion recriminándole que está deshonrando a los Shirai-Ryu, pero son derrotados. Shang Tsung finalmente le entrega a su némesis, Sub-Zero, llevándoselo Scorpion al Inframundo, donde acaba con él manipulado por el nigromante Quan Chi.

- Capítulo 4 (Cyrax): Cyrax es confrontado por Raiden para recriminarle que sirva a Shang Tsung; Cyrax se mantiene leal a los Lin Kuei, hasta que descubre que Shang Tsung lo ha traicionado. Es atacado por la shokan Sheeva y por Baraka, si bien consigue vencerles. Cyrax retorna al torneo donde derrota a Johnny Cage, aunque se niega a rematarlo como le exige Shang Tsung. Sektor le confronta creyendo que está deshonrando a los Lin Kuei por negarse a acatar las órdenes del clan, de manera que Cyrax renuncia decidiendo marcharse del clan tras derrotar a Sektor en combate.

- Capítulo 5 (Liu Kang): Liu Kang se enfrenta en el torneo a Ermac, siendo ya el único guerrero que permanece en pie del Reino de la Tierra. Kitana es la siguiente en combatir contra él, puesto que quería evitar que llegue a la fase final, pero es derrotada igualmente, posteriormente Liu Kang se niega a acabar con su vida, para su sorpresa. El siguiente oponente es Scorpion, saliendo triunfante nuevamente el monje shaolin. El siguiente es el campeón del Mortal Kombat, el shokan Goro, a quien se enfrenta en su guarida. Liu Kang regresa, siendo su oponente final el mismo Shang Tsung, quien cae derrotado también a su vez. Con este triunfo, el Reino de la Tierra gana el torneo Mortal Kombat y previene que Shao Kahn pueda hacerse con su control, o eso esperaban, pues el amuleto de Raiden continúa deteriorándose.

- Capítulo 6 (Jax Briggs): Liu Kang es aclamado como campeón de la Tierra, sin embargo, descubren que Shao Kahn ha tramado un plan para convocar un definitivo torneo Mortal Kombat en el Mundo Exterior, amenazando con lanzar una invasión sobre el Reino de la Tierra si no aceptan entrar. Raiden, Liu Kang, Kung Lao, Jax, Sonya y Johnny Cage acuden como representantes de la Tierra; Jax es el primero en participar en el torneo, derrotando a Baraka, hasta que descubre que Sonya ha sido capturada. Jax y Cage logran rescatarla.

- Capítulo 7 (Smoke): Smoke y Kuai Liang llegan al Mundo Exterior en búsqueda de Bi-Han, hermano de este Sub-Zero, quien fue eliminado por Scorpion momentos antes. Smoke confronta a Shang Tsung para descubrir la verdad sobre su camarada y después con Sektor, el cual le revela que los Lin Kuei están siendo reconvertidos en cyborgs por órdenes de su Gran Maestro. Smoke es salvado por Raiden de ser tomado por los cyborgs y acepta unirse a los guerreros de la Tierra.

- Capítulo 8 (Sub-Zero): Sub-Zero, en su búsqueda de su hermano Bi-Han, se topa con Cyrax, ahora reconvertido en un cyborg. Por boca de Sonya y Jax se entera de que fue eliminado por Scorpion, momento en el cual aparece Ermac, quien destroza los brazos de Jax, aunque luego es derrotado por Sub-Zero. Este prosigue ahora la búsqueda de Scorpion, acudiendo al coliseo de Shao Kahn donde se dirime el destino del Reino de la Tierra. Sub-Zero demanda enfrentarse a Scorpion, si bien primero derrota a Reptile. Posteriormente consigue enfrentarse al espectro, pero antes de poder rematarlo y para su desgracia, es tomado prisionero por los Lin Kuei, quienes se lo llevan para reconvertirlo en un cyborg.

- Capítulo 9 (Kitana): Kitana se muestra dubitativa sobre si seguir los deseos de su padre, Shao Kahn. Su mejor amiga, Jade, trata de persuadirla de actuar como la princesa del Mundo Exterior que es. Raiden, Johnny Cage y Smoke llegan para confrontarla, instándola Raiden a internarse en las mazmorras de sangre de Shang Tsung para descubrir la verdad sobre su pasado. Jade intenta impedir que llegue, pero es inútil. Allí, la princesa Kitana descubre que el hechicero ha estado realizando experimentos con su sangre, desarrollando un clon suyo que responde al nombre de Mileena. Kitana lleva a Shang Tsung ante su padre para que confiese sus actos, sin embargo, para su sorpresa, Shao Kahn ya estaba enterado de sus experimentos. Le revela que su auténtico padre es Jerrod, el antiguo rey de Edenia, quien fue asesinado por él cuando tomó su reino. Shao Kahn la repudia afirmando que solo perdonó su vida por petición de su difunta madre Sindel.

- Capítulo 10 (Jade): Jade acude a rescatar a su amiga, venciendo a su guardiana, Sheeva. Kitana le pide que busque a Raiden para que las ayude, aunque se ve confrontada por Mileena, el clon de Kitana. Jade pide apoyo a los guerreros del Reino de la Tierra para rescatarla; Liu Kang y Kung Lao acuden a por ella mientras el resto acude al coliseo de Shao Kahn.

- Capítulo 11 (Kung Lao): Kung Lao y Liu Kang llegan a los calabozos, donde Goro les revela que Kitana ha sido llevada al coliseo para ser ejecutada. Allí, observan cómo Johnny es derrotado por Ermac en el torneo. Solo Liu Kang y Kung Lao permanecen en el torneo, pero Raiden no quiere que sea Liu Kang quien derrote a Shao Kahn para evitar cumplir la profecía, de manera que envía a su compañero Kung Lao. Este derrota a Shang Tsung y a Quan Chi, si bien su último oponente es Kintaro, un shokan. Cuando Kung Lao celebraba su victoria como campeón del Mortal Kombat, Shao Kahn le ataca a traición y acaba con su vida. Furioso, Liu Kang ataca al emperador y acaba con él. Cuando discutían quién sería el sucesor de Shao Kahn, este revela que sigue vivo. Tras el fracaso del torneo, Quan Chi sugiere resucitar a la reina Sindel, pues con su sacrificio se creó la energía que prevenía a la Tierra de una invasión del Mundo Exterior; eso permitiría al emperador tomar el Reino de la Tierra por la fuerza sin necesidad de recurrir a las reglas del Mortal Kombat.

- Capítulo 12 (Kurtis Stryker): El Mundo Exterior invade la Tierra, desatando el caos y la destrucción, sobrepasando a sus fuerzas. Stryker es un policía que combate a los guerreros enviados por Shao Kahn. Stryker pelea primero contra Reptile y consigue derrotarlo en la cima de un edificio, después de eso baja a la calle donde se encuentra, pelea y vence a Mileena, después de eso Kintaro se acerca a él y a su compañero Kabal y quema a su compañero. Stryker pelea contra Kintaro y lo vence. La última pelea del capítulo de Stryker pasa cuando es atacado por Ermac, quien lo lanza hacia el subterráneo. Stryker vence a Ermac y entonces Nightwolf encuentra a Stryker, quien bajo la sugerencia de Nightwolf, se une a Raiden y a los demás guerreros de la Tierra.

- Capítulo 13 (Kabal): Kabal era un policía compañero de Stryker calcinado por las llamas del shokan Kintaro. Es llevado por Kano al Mundo Exterior, donde es curado por la magia de Shang Tsung. Furioso, ataca a Kano y se dispone a confrontar a Shao Kahn. Este decide enviar a Sindel para acabar con los guerreros de la Tierra, empleando las almas que le otorgó a Shang Tsung dándoselas a Sindel para incrementar su poder y acabando con el hechicero en el proceso. Kabal trata de atacar al emperador, pero se ve obligado a cruzar el portal que lo lleva de nuevo a la Tierra. Tras conocer a Raiden decide unirse a las fuerzas de la Tierra.

- Capítulo 14 (Cyber Sub-Zero): Sub-Zero es rescatado, ahora en su estado como cyborg. Regresa al Mundo Exterior donde ataca a Sektor y después libera a los prisioneros tomados por Kano, Goro y Kintaro. Se descubre que las almas de los caídos en la Tierra están siendo tomadas por Quan Chi, quien se encontraba creando un tornado de almas en un cementerio. Sub-Zero llega hasta allí donde confronta a Quan Chi y a su subordinado, Noob Saibot, quien se trata de su hermano Bi-Han, ahora transformado gracias a la magia del nigromante.

- Capítulo 15 (Nightwolf): Nightwolf llega al cementerio mientras Quan Chi trata de completar el ritual con las almas de los caídos. Nightwolf retorna tras lograr destruir el tornado. Raiden pretende acudir con los Dioses Antiguos para que castiguen las acciones de Shao Kahn al entender que está violando las reglas de Mortal Kombat. Tras su marcha, los guerreros de la Tierra son atacados por los Lin Kuei. Consiguen triunfar, más la siguiente en aparecer es la reina Sindel. Nightwolf, Stryker, Kabal, Sonya, Jax, Johnny, Sub-Zero, Smoke, Jade y Kitana son todos derrotados con facilidad por la emperatriz edeniana, corrompida por la magia de Quan Chi y de Shao Kahn, la cual acaba con la vida de Kitana. Nightwolf se enfrenta a ella, pero resulta ser demasiado poderosa para él. Cuando parecía que Nightwolf también caería, consigue acabar con ella a cambio de su propia vida. Únicamente Sonya y Johnny Cage sobreviven al enfrentamiento con Sindel, quedando heridos de gravedad.

- Capítulo 16 (Raiden): Raiden solicita que los Dioses Antiguos intervengan, pero estos afirman que Shao Kahn no ha roto las reglas del Mortal Kombat, de manera que rehúsan interferir. Raiden y Liu Kang regresan, solo para encontrarse la masacre perpetrada por Sindel. Tras contemplar la muerte de Kitana, Liu Kang rechaza continuar siguiendo junto al Dios del Trueno, afirmando que sus acciones solo les han conducido al desastre. Raiden acude a parlamentar con Quan Chi para conseguir que el Inframundo deje de apoyar a Shao Kahn, pero este afirma que el pacto con Shao Kahn le ha proveído de las almas de todos los caídos en la Tierra, incluyendo a Sub-Zero, Jax, Nightwolf, Stryker, Kabal, Smoke, Jade, Kitana y Sindel. Raiden y Liu Kang llegan hasta el portal por el cual Shao Kahn pretende llegar a la Tierra; Liu Kang quiere confrontarlo, pero Raiden afirma que eso es justo lo que la profecía quiere evitar. Raiden combate obligado contra un furioso Liu Kang y acaba con su vida de manera inintencionada. Shao Kahn finalmente llega a la Tierra a la vez que Raiden decide rendirse ante él. Cuando parecía que Shao Kahn iba a lograr su propósito, los Dioses Antiguos intervienen para restaurar las fuerzas del Dios del Trueno, quien consigue derrotar a Shao Kahn.

Tras derrotar a Shao Kahn, los Dioses Antiguos entienden que el emperador ha violado las reglas al intentar unir los reinos sin respetar el Mortal Kombat, de manera que acaban con su existencia. Ahora el Reino de la Tierra está a salvo, aunque a un precio muy alto, quedando únicamente en pie el propio Raiden, Cage y Sonya, quienes contemplan las ruinas de la Tierra. En el último instante, aparece Quan Chi, quien toma la corona de Shao Kahn. Todo fue un plan tramado por Shinnok, quien esperaba acabar con las fuerzas del Reino de la Tierra y del Mundo Exterior para conquistarlos una vez sea libre.

## Jugabilidad
La jugabilidad es en 2D como lo fue en sus principios, de acuerdo con Ed Boon la segunda característica más solicitada por los fanes en el nuevo título. Según la revista americana Electronic Gaming Monthly volver al 2D es un acierto, ya que hace que los movimientos especiales de los personajes sean más rápidos y eficaces. El juego utiliza un único plano de combate bidimensional (a 60 fotogramas por segundo), aunque los personajes se renderizan en tres dimensiones, con el objetivo de dar profundidad y alcance a la representación de los diversos proyectiles. A diferencia de anteriores Mortal Kombat, los cuatro botones en el mando representan ataques, cada uno vinculado a una extremidad correspondiente. 
Una nueva característica es el «super medidor» para mejorar la experiencia al jugar, se puede cargar mediante varias acciones durante la pelea por ejemplo, al realizar un combo, ser golpeado por el oponente o cuando se bloqueen ataques que impacten ya sea golpes o movimientos especiales. El "super medidor" se puede cargar en tres niveles: En el primer nivel, se puede usar para ejecutar una versión mejorada de uno de los ataques especiales del personaje; dos niveles se pueden usar para interrumpir un ataque combinado con un movimiento llamado “breaker”, y que cuando se llegue al tercero se podrá hacer un ataque especial, un movimiento con vista de rayos X llamado «ataque X-Ray». Durante este movimiento, la cámara se acerca y muestra una visión interna del personaje que está siendo atacado, mientras que los huesos y los órganos se ven rotos o desgarrados. Y por último también están los clásicos Fatalities, un movimiento en el que se realiza una secuencia de botones para acabar con el oponente de forma violenta, además de los movimientos finales de cada personaje, regresa el Stage Fatality o Fatality de Escenario, ahora innovado, en lugar de simplemente hacer uppercut al oponente, el jugador realiza un movimiento que conduce a una muerte consecuente del oponente en un escenario determinado. También está la inclusión del movimiento final Babality, en el que el oponente vuelve a ser un bebé que llora, no sin antes realizar algún acto gracioso que sea característico de cada personaje.
Existen algunas opciones como son: el modo en línea (online), lucha en equipo, y las tradicionales torres (Challenge Tower). El modo historia, donde el jugador no será un personaje fijo, puesto que cambiará este conforme termine el capítulo, con 12 capítulos en total, a lo largo del juego se van descubriendo personajes con los que posteriormente se podrán jugar. El modo en línea: incluye un Rey de la Colina, donde los jugadores serán espectadores en peleas de otros, enfrentándose al ganador; también incluye un sistema de clasificación donde los espectadores podrán clasificar las peleas después de haber terminado, y habrá una especie de foro para saber cómo realizar diferentes combos o movimientos que verán mientras se mira la pelea. Durante el modo de pelea en equipo, donde se seleccionan a dos personajes y se encuentran disponibles dos nuevos tipos de ataque. El primero es el ataque de "asistencia de equipo", en el que el personaje fuera de la pantalla interviene temporalmente y realiza ciertos ataques durante el combo del personaje activo. El otro es el "kombo de equipo", en el que el personaje activo realiza un combo que es finalizado por el personaje fuera de la pantalla al entrar en combate. También se incluye un modo para practicar Fatalities. Este modo permite a los jugadores practicar específicos Fatalities para personajes específicos.
El modo Torre de Desafíos es una opción para un jugador que incluye 300 desafíos específicos de diversas dificultades que otorgan recompensas monetarias al completarlos; los jugadores pueden usar la moneda del juego para superar otros desafíos difíciles y completarlos más tarde. Entre los diversos desafíos se encuentran el clásico "Test your Might" (presionar botones rápidamente y usar un tiempo específico para destruir bloques de diferentes dificultades), "Test your Sight (seguir un objeto oculto bajo una taza o calavera y revelarlo tras barajar), "Test your Strike" (destruir un bloque específico de una pila) y "Test your Luck" (luchar bajo ciertas condiciones, con ventajas y desventajas para ambos peleadores). La función de equipo de cuatro jugadores es una característica original que permite que dos jugadores jueguen juntos. El modo de la Kripta regresa en esta entrega, donde pueden gastarse las monedas o Koins obtenidas para desbloquear elementos y ahora ha sido remodelado totalmente; se divide en cuatro secciones: Tierras Marchitas, Pantano Sangriento, Pradera de la Desesperación y Hondonada de la Infestación, así como Nekrópolis, que es un apartado nuevo donde se puede ver arte, música, vestuario y estadísticas de los personajes desbloqueados. El juego incluye un pase online de un solo uso, obligatorio para acceder a los componentes online. Los pases online también están disponibles en PlayStation Store y Xbox Live Marketplace. También hay un modo de visualización 3D exclusivo de PlayStation 3, para el cual no se necesitan gafas 3D.
La versión de PlayStation Vita incluye un par de novedades; dos nuevos modos de desafíos, en los que están "Test your Balance", donde el personaje del jugador estará balanceándose sobre una barra de hierro, y este deberá inclinar la consola de izquierda a derecha para mantener en equilibrio al personaje, aumentando en dificultad con cada prueba, añadiendo el objetivo de permanecer dentro de zonas durante períodos de tiempo determinados, y con partes del cuerpo voladoras que golpearán al personaje, aumentando la dificultad de equilibrio, y "Test your Slice", un juego donde se deberá deslizar sobre la pantalla táctil de la consola para cortar una cantidad determinada de cabezas y obteniendo la mayor cantidad de puntos en el tiempo determinado, evitando las bombas o detonándolas al agitar la consola portátil, con relojes que disminuyen o aumentan el tiempo, que recuerda mucho al videojuego de Fruit Ninja. Se incluye una nueva Torre de Desafíos, con 150 nuevos desafíos en total, la mayoría de ellos aprovechando las funciones especificas de la PlayStation Vita, como su panel táctil y trasero, y su giroscopio y acelerómetro que se activan al agitar la consola.

## Personajes
La plantilla consta de 32 peleadores jugables (de los cuales dos son desbloqueables y cuatro son contenido descargable).
Los personajes en negrita debutan en la serie, mientras que los invitados están en cursiva.
| Personaje                 | Juego/Franquicia de origen          | Notas                                       |
| Plantel base              | Plantel base                        | Plantel base                                |
| ------------------------- | ----------------------------------- | ------------------------------------------- |
| Baraka                    | Mortal Kombat II                    |                                             |
| Cyrax                     | Mortal Kombat 3                     | Skin alternativa como humano                |
| Ermac                     | Ultimate Mortal Kombat 3            |                                             |
| Jade                      | Mortal Kombat II                    |                                             |
| Jax Briggs                | Mortal Kombat II                    |                                             |
| Johnny Cage               | Mortal Kombat (1992)                |                                             |
| Kabal                     | Mortal Kombat 3                     |                                             |
| Kano                      | Mortal Kombat (1992)                |                                             |
| Kitana                    | Mortal Kombat II                    |                                             |
| Kratos                    | God of War                          | Exclusivo de consolas PlayStation           |
| Kung Lao                  | Mortal Kombat II                    |                                             |
| Liu Kang                  | Mortal Kombat (1992)                |                                             |
| Mileena                   | Mortal Kombat II                    |                                             |
| Nightwolf                 | Mortal Kombat 3                     |                                             |
| Noob Saibot               | Mortal Kombat II                    |                                             |
| Raiden                    | Mortal Kombat (1992)                |                                             |
| Reptile                   | Mortal Kombat (1992)                |                                             |
| Scorpion                  | Mortal Kombat (1992)                |                                             |
| Sektor                    | Mortal Kombat 3                     | Skin alternativa como humano                |
| Shang Tsung               | Mortal Kombat (1992)                |                                             |
| Sheeva                    | Mortal Kombat 3                     |                                             |
| Sindel                    | Mortal Kombat 3                     |                                             |
| Smoke                     | Mortal Kombat II                    |                                             |
| Sonya Blade               | Mortal Kombat (1992)                |                                             |
| Stryker                   | Mortal Kombat 3                     |                                             |
| Sub-Zero                  | Mortal Kombat (1992)                | Skin alternativa como Bi-Han                |
| Personajes desbloqueables |                                     |                                             |
| Cyber Sub-Zero            | Debut                               | Desbloqueable en el Modo Historia           |
| Quan Chi                  | Mortal Kombat Mythologies: Sub-Zero | Desbloqueable al finalizar el modo historia |
| Personajes descargables   |                                     |                                             |
| Freddy Krueger            | A Nightmare on Elm Street           |                                             |
| Kenshi                    | Mortal Kombat: Deadly Alliance      |                                             |
| Rain                      | Ultimate Mortal Kombat 3            |                                             |
| Skarlet                   | Debut                               |                                             |
| Subjefes                  |                                     |                                             |
| Goro                      | Mortal Kombat (1992)                |                                             |
| Kintaro                   | Mortal Kombat II                    |                                             |
| Jefe Final                |                                     |                                             |
| Shao Kahn                 | Mortal Kombat II                    |                                             |

1. ↑  Exclusivo de PlayStation 3 y PlayStation Vita
2. 1 2  Desbloqueable.

### Cameos
Existen una gran cantidad de personajes no jugables en el título, tanto en el modo historia, torres de retos y escenarios

#### Torre de los desafíos
- Tremor (subjefe de Mortal Kombat: Special Forces).
- Ruutuu (Espectro del Netherrealm que contiene a los ancestros de Nightwolf).
- Unidad 5 - Cyborg (Cyberninja de Lin Kuei con armadira infinita pero vulnerable a ataques ácidos)
- Stunt Man (Doble de riesgo)
- Director
- General Tarkatano
- Infernal Scorpion (Scorpion consumido por el poder infernal - desenmascarado)
- Cyber Reptile (no es un cyborg como tal, si no que es Reptile usando la armadura de Unidad 5).
- Cyber Skarlet (versión cyborg de Skarlet, la cual fue capturada por el Lin Kuei).
- Cyber Shao Kahn (basado en el ending de Cyber Sub-Zero, es este mismo con los poderes del emperador)

#### Modo historia
- Motaro (aparece luchando con Johnny Cage en el escenario The Street).
- Shinnok (aparece en el final del modo historia).
- Hotaru, Li Mei, Bo' Rai Cho (en la secuencia inicial)

#### Cameos en escenarios
- Tanya, Li Mei y Kira (aparecen en "Shao Kahn's Coliseum" como prisioneras).
- Frost, Sareena y Daegon (aparecen luchando en "The Pit II" en el fondo).

#### Cameos en finales
- Havik (en el final de Noob Saibot).
- Bo' Rai Cho (En el final de Liu Kang, Kung Lao y Shang Tsung)
- Gran Kung Lao (en el final de Kung Lao)
- Jerrod (en el final de Ermac)
- Gran Maestro del Lin Kuei (en el final de Sektor)
- Shinnok (en el final de Quan Chi)

#### Luchas secretas
Existen cuatro personajes a los que se pueden enfrentar tras cumplir una serie de requisitos, al igual que en los Mortal Kombat clásicos:
- Jade (con su apariencia de UMK3)
- Smoke (con su apariencia de MK2)
- Noob Saibot (con su apariencia de MK2)
- Reptile (con su apariencia de MK 1992)

## Desarrollo
En una entrevista de noviembre de 2008, Ed Boon declaró que las ventas del juego Mortal Kombat vs. DC Universe dictarían qué características aparecerían en "el próximo juego", más adelante en enero de 2009 insinuó el videojuego. En febrero de 2009, Midway Games Chicago se declaró en bancarrota y fue comprada por Warner Bros. Interactive. Esto llevó a que el juego fuera desarrollado por los recientemente formados NetherRealm Studios, convirtiéndose en la primera entrega de la serie en publicarse exclusivamente bajo el sello de Warner Bros. El 18 de junio de 2009, Boon confirmó en su cuenta de Twitter que los desarrolladores estaban realizando captura de movimiento para el juego y que no presentaría superhéroes, por lo tanto, descartó una secuela de Mortal Kombat vs. DC Universe. También se esperaba que Dan Forden regresara como compositor musical del juego. A finales de 2009, Boon declaró que la franquicia estaba volviendo a sus orígenes sangrientos y que el equipo de producción buscaba una clasificación 17+ "maduro", en lugar de 14+ "adolescentes" en el juego anterior. Incluso cuestionó "ir demasiado lejos" y mostró su preocupación por la clasificación del contenido como 18+ "sólo para adultos".
En febrero de 2010, en el sitio web oficial de Dana Lyn Baron (quien hiciera la voz de Sonya Blade. para el videojuego Mortal Kombat vs. DC Universe) mencionó que en septiembre de 2009 volvió a darle voz a Sonya. Días después esa información fue removida de su sección de noticias. Brenda Barrie mencionó de igual forma en su curriculum vitae que realizó un trabajo de captura de movimientos para el juego representando a Kitana y puso dos fechas: el juego sería anunciado para abril de 2010 y la fecha de lanzamiento del juego, el 25 de diciembre de 2010. Después, al igual que Dana Lyn Baron, esa información fue descartada.
En marzo de 2010, Ed Boon desmintió la información del lanzamiento con una frase en su página de Twitter "9+25=FALSE", que se puede deducir que el noveno juego de Mortal Kombat no saldría en víspera de Navidad de ese año. Otro actor que se sumó a la lista es Sorin Brouwers que por medio de su curriculum vitae informó que hizo captura de movimientos para este juego sin especificar más. Mortal Kombat se presentó oficialmente el 10 de junio de 2010, con un lanzamiento para Xbox 360 y PlayStation 3 en 2011. Ese mismo día se lanzó un teaser donde mostró que el juego volverá a utilizar el formato 2D, con otras características, incluyendo un modo de "lucha en equipo", como el de Ultimate Mortal Kombat 3. En la conferencia de prensa de Sony en el E3, se reveló que Mortal Kombat sería compatible con 3D, y Boon afirmó que, al abordar la compatibilidad 3D, se requería una mayor atención al detalle para no obstaculizar la jugabilidad. Boon afirmó que el modo de la Kripta de juegos anteriores regresaría con un "sistema de desbloqueo elaborado y sofisticado" y que «dejaría en ridículo a los demás juegos de la serie». También afirmó que su intención era que Mortal Kombat fuera accesible para el jugador ocasional y más "atractivo", consultando a expertos en el género de lucha. Se incorporaron nuevas características para crear una experiencia de lucha más profunda. También se incluyeron algunos elementos de humor sutil, como los remates de Babality. En aquel momento, Boon declaró que el equipo de producción estaba considerando una versión para PC de Mortal Kombat, ya que "parece haber un mercado para juegos de PC en Europa". El 31 de agosto de 2010 se lanzó un segundo teaser donde se mostraron las sombras de algunos de los personajes que estarían en el juego. El 13 de diciembre se lanzó un tráiler donde se reveló la inclusión de Kratos, personaje de God of War para la PlayStation 3.
Sobre la historia, el director del juego Ed Boon en el E3 la describió como una versión alterada de los eventos de los primeros tres juegos de Mortal Kombat (Mortal Kombat, Mortal Kombat II y Mortal Kombat 3):

Raiden está a punto de ser asesinado por Shao Kahn, y justo antes de asestar el golpe final, Raiden envía un mensaje mental a su yo anterior diciéndole que debe ganar, y la cámara retrocede a Mortal Kombat 1. El Raiden de Mortal Kombat 1 recibe el mensaje y tiene una premonición. El juego abarca Mortal Kombat 1, 2 y 3, reconstruyendo la historia con un Raiden iluminado que ha cambiado el curso de los acontecimientos. Finalmente, todo lo que el jugador ha visto antes —la victoria de Liu Kang, la transformación de los Lin Kuei en ninjas cibernéticos— ha sido alterado. Es posible que veas un personaje cibernético que no existía antes, y una versión diferente de los hechos.

Mortal Kombat se ejecuta en una versión muy modificada de Unreal Engine 3, similar al motor utilizado por su predecesor, Mortal Kombat vs. DC Universe. Los desarrolladores recrearon todo el motor de combate para que se limitara a un plano bidimensional de combate. El productor sénior Hans Lo declaró en la Gamescom 2010 que el cambio de jugabilidad 3D a 2D fue ventajoso para Mortal Kombat, ya que aumentó el detalle gráfico de los personajes y las arenas y mejoró la velocidad de juego. Otra nueva mecánica es la inclusión de la "física de la sangre" (la pérdida de sangre se representa de forma más natural y claramente visible en los personajes o el entorno). Los desarrolladores declararon que la jugabilidad en línea de Mortal Kombat sería una prioridad principal, manifestando interés en la posibilidad de vincular el progreso del jugador con sus cuentas en redes sociales como Facebook y Twitter, y recrear la sensación de socializar con otros jugadores en una sala de juegos.
Según Dave Pindara, uno de los artistas principales de Mortal Kombat, los entornos se desarrollaron para crear objetos y efectos activos, como "eventos cinematográficos con guion", "efectos de iluminación dinámicos" y "personajes y objetos que se animaban y reaccionaban a los combates". El desarrollo de las arenas comenzó con 18, pero el desarrollo de entornos con diferentes horas del día y arenas originales relacionadas con la trama amplió el desarrollo a aproximadamente 30. Cada escenario incluye una característica única, como "El Desierto", que cuenta con tecnología de arena que permite un movimiento realista de la arena durante la interacción de los personajes. Dan Forden, diseñador principal de sonido, afirmó que la intención era crear una "experiencia de audio de juego cinematográfica". El diseño de efectos de sonido incluyó el uso y la mejora del impactante diseño de audio de títulos anteriores y, si bien la experiencia dinámica era vital, también se incluyeron pequeños detalles como el crujido de la ropa de los luchadores y sonidos de fondo. La música de cada escenario era similar a la de juegos anteriores, pero con una "distribución completamente nueva".
Boon afirmó que se priorizó la inclusión de personajes de los tres primeros juegos de Mortal Kombat y que «si tienes un personaje favorito de esos juegos, probablemente lo verás en el juego», también declaró que se propuso que el juego tenga alrededor de 26 personajes en general. Los desarrolladores del juego afirmaron que los personajes se diseñaron con la intención de que cada uno fuera único, con su propia postura, pose de victoria y Fatality, sin animaciones compartidas. El diseñador principal, John Edwards, explicó que los personajes se diferencian por características como la potencia y la velocidad. El productor Shaun Himmerick indicó que el diseño interno y externo de los personajes requirió «de dos meses a diez semanas». Boon dijo que se había planeado un personaje exclusivo para la versión de Xbox 360, pero "desafortunadamente, las circunstancias no nos permitieron hacer una exclusiva de 360". Marcus Fenix de la serie Gears of War fue considerado como un personaje potencial para el lanzamiento de Xbox 360. Boon también dijo que estaban en conversaciones para incluir a Sweet Tooth de la franquicia Twisted Metal de Sony.
El 21 de enero de 2011 se dio a conocer el lanzamiento oficial del juego que sería el 19 de abril del mismo año.  El 5 de abril de 2011, Warner Bros. Interactive Entertainment y NetherRealm Studios anunciaron que Mortal Kombat estaba terminado y listo para su producción en masa, con las reservas ya en “fase de oro”. Al preguntarle cuál sería la forma correcta de llamarlo, por ejemplo, "MK9" o "MK 2011", Boon respondió que diría "el juego de Mortal Kombat que reiniciaron en 2011".
Mejorando la introducción del "Modo Historia" de Mortal Kombat vs. DC Universe, Netherealm Studios aumentó considerablemente el número y la sofisticación del personal que trabajaba en el modo historia de Mortal Kombat. Ed Boon motivó al equipo de desarrollo a contar las "historias que hemos estado contando a través de texto, finales en la sala de juegos y otros medios menos sofisticados [...]" a través de una perspectiva cinematográfica, de forma similar a como crearon el "Modo Historia" de Mortal Kombat vs. DC Universe. Según Marty Stoltz, desde el inicio del desarrollo, los artistas de storyboard y animadores participaron en todos los aspectos del juego de alguna manera:

Es un equipo grande, sin duda. Es casi como la mitad de un estudio, creo, en términos de todos los que tocan algo en él, [...] Desde el principio, trabajaremos con artistas de storyboard. Pasaremos a la siguiente etapa, que será la de boardomatics. Y luego empezaré a trabajar con el equipo de animación en algún momento, justo antes de que estemos listos para rodar... y más adelante, se incorporarán los especialistas en efectos especiales, sonido y compositores para la música. Y tenemos un equipo que graba solo las Vcams. Tenemos una cámara de mano de aspecto moderno que tiene que grabar. Prácticamente todas las salas de cine se graban de nuevo con una Vcam con peso comparable que consigue el estilo que queremos. Así que hay otro equipo que se incorpora. Es un esfuerzo enorme.

Boon, quien inicialmente presentó el modo historia a su equipo durante el desarrollo de Mortal Kombat vs. DC Universe, vio el modo para un jugador como una importante fuente de atractivo para los fanáticos ocasionales que de otra manera no habrían prestado atención a un juego de lucha.

## Marketing
El 31 de agosto de 2010, se estrenó en IGN un tráiler de nombre "Shadows", con la canción "Another Way to Die" del álbum Asylum de la banda Disturbed. El 28 de septiembre de 2010, el eslogan "Kombat Begins In..." apareció junto a un reloj en cuenta regresiva en el sitio web oficial de Mortal Kombat. La cuenta regresiva finalizó el lunes 11 de octubre de 2010. Al finalizar la cuenta regresiva, se añadió un enlace a la página de Facebook y se lanzó una aplicación de Facebook que mostraba un tráiler del juego.
El 4 de octubre de 2010, se publicó el tráiler "Environment Bio" de la arena de Mortal Kombat, "The Pit", para explicar la historia del escenario, sus orígenes y evolución. Posteriormente, se publicaron vídeos similares que incluían escenarios como "The Living Forest", "The Dead Pool" y "Kahn's Coliseum", con información sobre dichos escenarios. De forma similar, se publicaron vídeos de perfil de los personajes Scorpion, Sub-Zero, Mileena, Liu Kang y Raiden. En abril de 2011, las modelos de Playboy Jo Garcia y Brittney Palmer (vestidas de Mileena y Kitana, respectivamente) promocionaron el juego en un vlog patrocinado. En abril de 2011, Bespoke Arcades creó una serie de máquinas recreativas para promocionar el juego en el Gadget Show Live 2011. En abril de 2012, para promocionar la versión de PlayStation Vita, se publicaron dos tráilers de cosplay de acción real con Rachelle Glover (Kitana) y Danni Levy (Mileena); posteriormente se combinaron en un solo vídeo comercial titulado "Fight Anywhere".
El 8 de marzo de 2011, se lanzó una versión demo del juego para descarga global, inicialmente exclusiva para miembros de PlayStation Plus. La demo (un modo arcade con capacidad para uno o dos jugadores) presenta cuatro personajes (Johnny Cage, Mileena, Scorpion y Sub-Zero) y los escenarios The Living Forest y The Pit. Performance Design Products patrocinó el Campeonato Nacional de Mortal Kombat inaugural, que tuvo lugar en Las Vegas en mayo de 2011. Mortal Kombat también se presentó internacionalmente en la Evolution Championship Series (Evo) de 2011, siendo reconocido como un juego de lucha de torneo principal. Los jugadores profesionales Justin Wong (ganador del campeonato PDP) y Carl "Perfect Legend" White (campeón de Evo 2011) elogiaron el lugar de Mortal Kombat en futuros torneos.

## Lanzamiento

### Versiones minoristas
Mortal Kombat estaba disponible para preordenar en tres ediciones diferentes: Estándar, Edición Kollector (incluye una copia del juego, libro de arte, sujetalibros de figuras de Sub-Zero y Scorpion y un skin de contenido descargable (DLC), llamado traje Mortal Kombat Klassic), y la Edición Tournament (incluye un control de joystick de lucha en lugar de los sujetalibros y el libro de arte). También se lanzó una versión europea de la Edición Kollector, que incluye el juego, el libro de arte, una figura de Scorpion y Sub-Zero, un estuche Steelbook y skins descargables.
En Estados Unidos, las reservas en Toys "R" Us y Walmart incluían aspectos clásicos de Mortal Kombat para Kitana y Mileena, inspirados en sus apariciones en Ultimate Mortal Kombat 3. Un aspecto clásico de Jade (que también usaba su modelo de UMK3) también se incluía con las reservas de Mortal Kombat o Mortal Kombat Annihilation en Blu-ray (ambos lanzados el 19 de abril de 2011). GameStop, Best Buy y Amazon.com también participaron en bonos de reserva e incluyeron trajes clásicos y Fatalities para Scorpion, Sub-Zero y Reptile, respectivamente. También se proporcionaron trajes con temática de Mortal Kombat a los usuarios de avatares de Xbox 360 que reservaron cualquier versión del juego.

### Contenido descargable
NetherRealm Studios lanzó el paquete Klassic DLC de contenido descargable que contiene los trajes clásicos exclusivos para Reptile, Scorpion, Ermac, Sub-Zero, Mileena, Jade y Kitana, y los Fatalities clásicos de Reptile, Sub-Zero y Scorpion. 
El equipo que desarrolló Mortal Kombat lanzó contenido descargable (DLC) para el juego. Algunos ejemplos de un potencial DLC han sido algunos personajes descargables, arenas, y Fatalities. Para los personajes descargables, se utilizó la capacidad de DLC para dar a los jugadores personajes nunca antes vistos en la serie o los personajes que aparecieron en el Mortal Kombat 4 y posteriores. 
Los dos primeros personajes descargables son Skarlet, un personaje basado en un supuesto fallo en el Mortal Kombat II, y Kenshi, un espadachín ciego que apareció por primera vez en Mortal Kombat: Deadly Alliance. Skarlet fue lanzada el 21 de junio de 2011, e incluye skins para Cyrax y Sektor que recuerdan a sus primeras apariencias en Mortal Kombat 3. El tercer personaje lanzado como DLC fue Rain, y el cuarto Freddy Krueger de la serie de películas de terror Pesadilla en Elm Street. También se incluye un paquete de compatibilidad que contiene skins extras para dos personajes y permite que los usuarios que no compren los personajes DLC vean los personajes cuando sean usados por otros oponentes en línea. Un descuento o "pase de temporada", incluyendo un paquete de compatibilidad también estuvo disponible para los usuarios de Xbox 360 que compren todos los personajes DLC. En las versiones de PlayStation se incluyó a Kratos, personaje de la saga de God of War.

### Versión de PlayStation Vita
La versión de Mortal Kombat para PlayStation Vita se anunció el 18 de enero de 2012. Se lanzó el 1 de mayo de 2012 en Norteamérica y el 4 de mayo en Europa. Esta versión incluye todas las características de la versión para PlayStation 3 de Komplete Edition, además de nuevos trajes no disponibles en las versiones de consola y una nueva Torre de Desafíos, además de controles táctiles para remates y otras características exclusivas, pero elimina un escenario, y agrega otro nuevo de forma secreta, Kombat Tomb, que reemplaza el fondo del escenario con la cámara de la consola. Los servidores en línea de la versión para Vita se cerraron el 16 de julio de 2014.

### Mortal Kombat: Komplete Edition
El 9 de enero de 2012, Warner Bros. Interactive Entertainment anunció Mortal Kombat: Komplete Edition. Esta versión se lanzó para Xbox 360 y PlayStation 3 el 28 de febrero de 2012 en Norteamérica y el 2 de marzo en el Reino Unido, e incluye el juego con todo su contenido descargable. El lanzamiento norteamericano también incluye códigos de descarga para el álbum Mortal Kombat: Songs Inspired by the Warriors, así como para la película Mortal Kombat de 1995 (disponible en PlayStation Store o Xbox Live).
En mayo de 2011, Ed Boon insinuó en su cuenta de Twitter que era más probable una versión del juego para Mac que para PC. Para febrero de 2012, los desarrolladores declararon que no tenían planes inmediatos para una versión para PC, pero que estaban "evaluando el interés". El 22 de mayo de 2013, se anunció que la Komplete Edition se lanzaría para Windows el 3 de julio de 2013. Inicialmente, el juego solo estaba disponible a través de Steam, pero a principios de agosto se lanzó una versión física.
A partir del 21 de marzo de 2020, Mortal Kombat: Komplete Edition se eliminó completamente de Steam. Las causas no fueron especificadas, pero sitios apuntan a cambios en la red de Warner Bros. Games, o problemas con la licencia del personaje de Freddy Krueger.

## Recepción

### Crítica
Anglosajona y otros países
Antes del lanzamiento del juego, Techtree mencionó a Mortal Kombat como "una de las razones por las que la gente debería tener una consola de juegos en 2011", con PC Magazine y el editor de 2D-X Jeffrey L. Wilson afirmando que este era uno de los títulos más esperados del E3 2010. La versión de presentación del E3 2010 de Mortal Kombat recibió los premios al Mejor juego de lucha del E3 y a la Mejor demostración de escenario del E3 por parte de GameSpot, Más tarde, Mortal Kombat ganó varios premios de tipo Juego del año al mejor juego de lucha de 2011, como los Premios Golden Joystick, los Spike Video Game Awards, y los Interactive Achievement Awards.
Mortal Kombat recibió elogios de la crítica. David Sanchez, de GameZone, consideró que describirlo como "un reinicio apropiado para la serie" sería quedarse corto, y afirmó que el juego, "si bien ofrece mucha nostalgia", es "un gran avance para la serie". Andrew Reiner de Game Informer lo llamó "el mejor Mortal Kombat hasta la fecha". Según Mark Waltron de GameSpot, "exagerado, sangriento y repleto de contenido, Mortal Kombat es un regreso a la forma para la franquicia". Ryan Clements de IGN lo llamó un juego "increíble" que "combina la novedad de la violencia extrema con un gran motor de lucha". Neidel Crisan de 1UP.com afirmó que "simplemente ha establecido el estándar para los futuros juegos de lucha". Matt Edwards de Eurogamer fue más crítico con el juego, pero agregó que "juzgar a Mortal Kombat con dureza simplemente porque no es igual a BlazBlue o Street Fighter IV a nivel técnico sería injusto con lo que el juego hace bien". Brett Elston de GamesRadar también fue más cauteloso en su reseña, afirmando que es "una secuela exitosa que reinicia y redime la serie descarriada, aunque no es una victoria impecable."
La jugabilidad de Mortal Kombat fue generalmente bien recibida debido a su equilibrio, violencia y el uso de lo que GameTrailers llamó una "plantilla 2D clásica". Reiner escribió que "el único aspecto donde Mortal Kombat se siente anticuado es en su IA". Waltron elogió el juego por tener "uno de los modos de historia más profundos que han adornado un juego de lucha". Crisan lo comparó con "ver una película completa de CGI", y dijo que si bien es "increíblemente cursi, también es extrañamente adictivo" debido a su trama exagerada. Una queja se refería a los cambiantes niveles de dificultad en el modo historia del juego, descritos por Clements como obligar al jugador a "luchar contra tácticas baratas con tácticas baratas". Según Elston, "el equilibrio de personajes, la detección inconsistente y un sistema de recompensas de monedas tacaño arruinan un momento que de otro modo sería sangriento".
Un año después del lanzamiento del juego, Sánchez de GameZone afirmó que Mortal Kombat sigue siendo "el mejor juego de lucha actualmente en el mercado", llamándolo "el mejor juego de lucha moderno de la actualidad" y "uno de los juegos de lucha más atractivos que han aparecido en años".
La versión para PlayStation Vita también tuvo una gran acogida. Dan Ryckert, de Game Informer, la calificó como "la versión más completa de Mortal Kombat disponible", mientras que Brett Zeidler, de Destructoid, la elogió como "un ejemplo perfecto de mantener la mayor fidelidad gráfica posible e incluir una cantidad ya astronómica de contenido". Según Walton, "a pesar de algunos problemas de control" con los combos por equipos, "Mortal Kombat para Vita es tan genial y espantoso como sus homólogos de consola". Steven Hopper, de IGN, recomendó esta "gran adaptación" para quienes no jugaron lo suficiente al original.
La versión para PC, Mortal Kombat: Komplete Edition fue bien recibida a pesar de ser lanzada dos años después de las versiones de consola; la versión para PC recibió una puntuación de 81/100 en Metacritic. En agosto de 2013, cuando se le preguntó sobre el desempeño de ventas de la versión para Windows del juego, Boon tuiteó que estaba "muy por encima de las expectativas".
Hispana
Para las versiones de PS3 y Xbox 360, Vandal le otorgó una puntuación de 9, citándolo como "objetivamente, el mejor de la saga", por su enorme cantidad de contenido desbloqueable, un "generoso" número de luchadores seleccionables, un sistema de lucha "más profundo que la trilogía original", y mencionando la inclusión de Kratos como algo más adaptable al escenario del juego, en contraste con los "superhéroes" de DC. Con respecto a su historia, declaró que se sentía más "cinematográfico", con tramas "más o menos" elaboradas para las motivaciones de cada luchador, dado que cada personaje tenía eventos que "solo se habían contado brevemente mediante un párrafo en los viejos cartuchos"; calificó al modo arcade como "bueno pero sin ofrecer nada nuevo", y al clásico modo de la Kripta como "gráficamente mucho más espectacular que la de Deadly Alliance", en la que era "más práctica e intuitiva". El apartado multijugador fue señalado como "sólido" por la inclusión del modo ‘tag’ por equipos, dos contra dos, cada uno controlando a un luchador, lo que da "combates muy emocionantes y multitudinarios en red o en la misma consola". Sin embargo, criticó el uso del código para jugar, el pase online, que "frenaría el mercado de segunda mano".
Con respecto a la versión de PS Vita, le otorgó una puntuación de 8.9, citando que se mantiene "todo aquello de visto en PlayStation 3 o Xbox 360", y que "esta versión de Mortal Kombat es tan divertida como lo fue el año pasado, con más contenido exclusivo y la portabilidad", señalando que el descenso gráfico es "perdonable y esperable", y que "desde luego pesa positivamente más en la balanza la decisión de mantener la fluidez, que sólo se resiente en los golpes X-Ray, al igual que en domésticas".

### Controversia
En febrero de 2011, la Junta de Clasificación Australiana denegó la clasificación del juego debido a una «violencia excesivamente fuerte». Warner Bros. apeló la decisión sin éxito ante la Junta de Revisión de Clasificación, que dictaminó que «el impacto de la violencia en Mortal Kombat es superior a fuerte y, por lo tanto, no podía clasificarse en la categoría MA15+». El Servicio Australiano de Aduanas y Protección Fronteriza (ACP) clasificó el juego como artículo prohibido y el ministro del Interior australiano, Brendan O'Connor, solicitó ser informado sobre la decisión de Mortal Kombat, alegando «inquietud pública al respecto». En 2012, la versión de Mortal Kombat para PlayStation Vita también fue prohibida en Australia. Un portavoz de Warner Bros. comentó: "Pensamos que debido al tamaño de la Vita, la pantalla más pequeña minimizaría el impacto de la violencia en el juego y pensamos que podría encajar dentro de la categoría MA15+. Obviamente, la Junta de Clasificación de Australia no estuvo de acuerdo". Sin embargo, en 2013, tras la introducción de una clasificación R18+, Mortal Kombat Komplete Edition se lanzó sin censura el 1 de mayo de 2013, con la clasificación R18+.
Mortal Kombat también fue indexado en Alemania por el Departamento Federal de Medios Dañinos para los Jóvenes debido a "representaciones drásticas de violencia", y fue prohibido en Corea del Sur debido a su representación excesiva de sangre y violencia.

### Ventas
Warner Bros. Interactive Entertainment, editor de Mortal Kombat de NetherRealm Studios, informó que Mortal Kombat había vendido cerca de tres millones de unidades en agosto de 2011. Según Warner Bros., esto cubrió el costo total de la adquisición de activos de Midway. Para 2013, el juego había vendido cerca de 4 millones de copias. Según Ed Boon, durante su mes de lanzamiento, Mortal Kombat vendió un millón de copias entre las versiones de PlayStation 3 y Xbox.